# Museo Casa Anatta

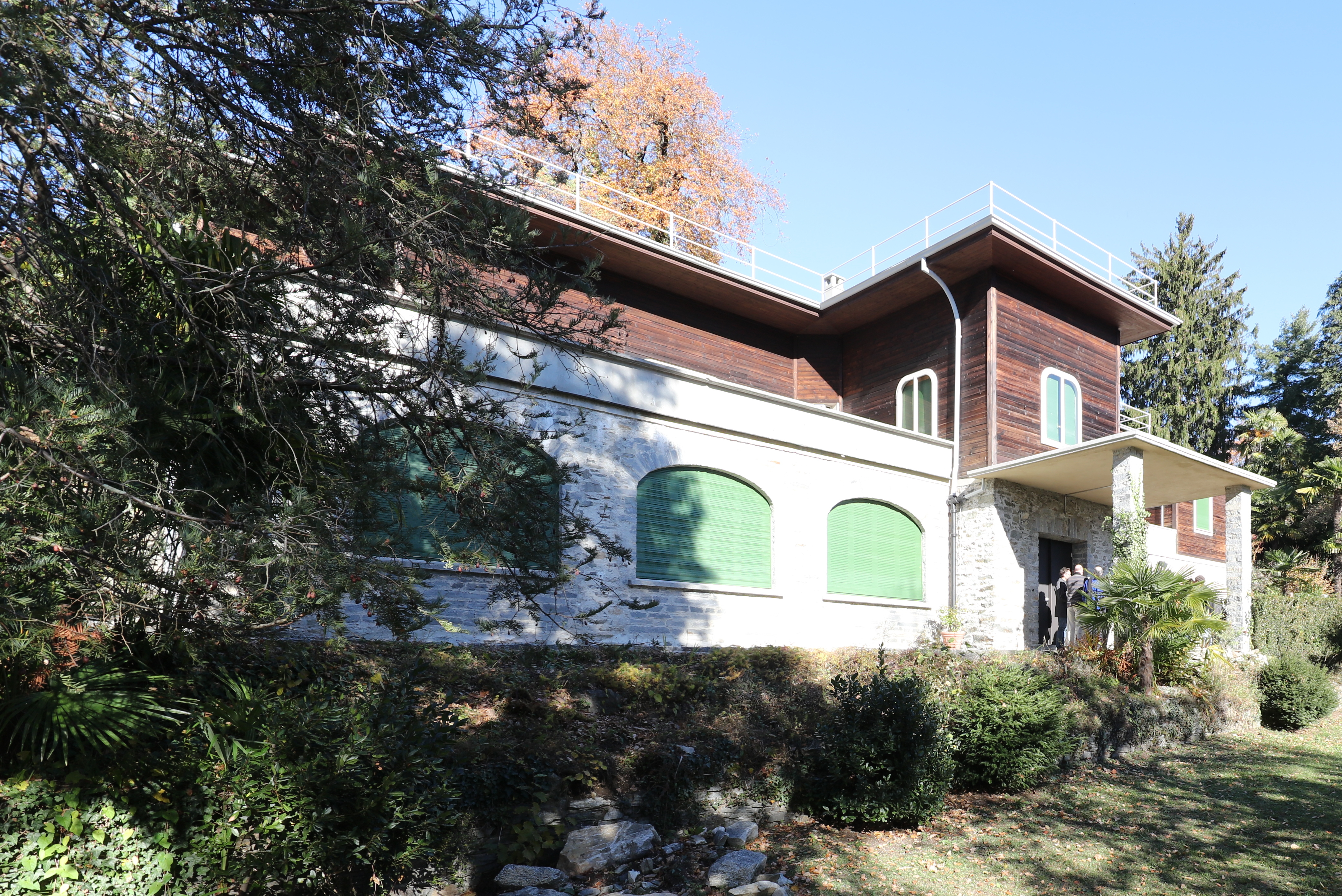
Hauptfassade der Casa Anatta

Das Museo Casa Anatta ist ein Museum auf dem Gelände des Monte Verità in Ascona, Kanton Tessin, Schweiz. Es ist der zentrale Ausstellungsort des Museumskomplexes auf dem Monte Verità  – der als Kulturgut geschützte Museumsrundgang umfasst auch noch die Gebäude Casa Selma, Casa dei Russi und Padiglione Elisarion. Das Gebäude Casa Anatta wird seit 1981 als Museum genutzt.

## Ausstellung „Monte Verità. Le mammelle della Verità“

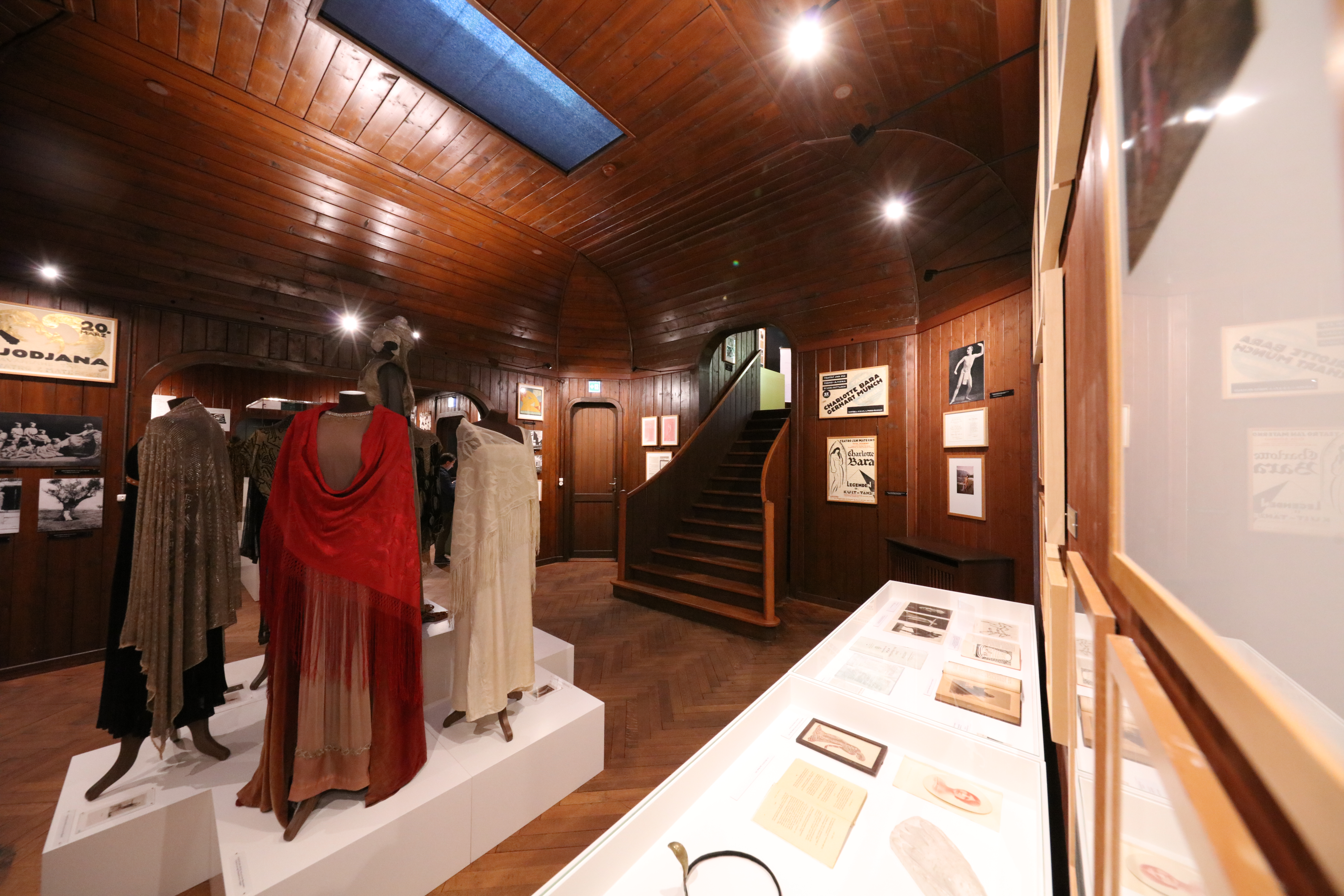
Ausstellungsraum im zweiten Obergeschoss

Kernstück des Museums ist die umfangreiche Ausstellung Monte Verità. Le mammelle della Verità (deutsch Die Brüste der Wahrheit) des Kurators Harald Szeemann. Diese Wanderausstellung wurde erstmals im Sommer 1978 verteilt auf sechs verschiedene Orte in Asonca und auf den Brissagoinseln gezeigt. Auch die Casa Anatta gehörte damals zu den Ausstellungsräumlichkeiten. Später war die Ausstellung im Kunsthaus Zürich, in der Berliner Akademie der Künste, in Wien im Museum des 20. Jahrhunderts und in der Münchner Villa Stuck zu sehen.

„Monte Verita ist auch eine archäologische Ausstellung und entspricht einem visualisierten Rapport der getätigten Ausgrabungen. Die Funde sind Beiträge zu heute hochaktuellen, teilweise brisanten Themen, vom philosophischen Anarchismus über Lebensreform, Kommunebildung, Sexualrevolution, Frauenemanzipation, bis zur Bürgerinitiative gegen atomare Bewaffnung und auch für den Schutz der Umwelt.“

Die Ausarbeitung der Ausstellung dauerte drei Jahre. Szeemann trug für seine erste grosse unabhängig kuratierte Ausstellung zahllose Gegenstände zusammen und sprach mit Zeitzeugen. Entstanden ist eine „Alternativausstellung in Randgebieten der modernen europäischen Kulturgeschichte“. Das Konzept sah vor, „die Geschichte des Berges in ihrer ganzen Heterogenität nicht nur äusserlich begreifbar, sondern erlebbar“ (Dominik Keller) zu machen. Die einzelnen Themen der Ausstellung nannte Szeemann analog zur vielbrüstigen Artemis von Ephesus „Brüste“ – gegliedert wurde nach Anarchie, Sozialutopie, Seelenreform, Lebensreform, Geistesreform, Körperreform, Psychologie, Mythologie, Tanz und Musik, Literatur sowie Kunst. Darin behandelt wurde nicht nur die Geschichte des Monte Verità, sondern der ganzen Region Ascona mit den Brissagoinseln, das Teatro San Materno (Ascona), das Elisarion in Minusio, die „Enciclopedia del Bosco“ von Armand Schulthess und mehrere Künstler, darunter Ingeborg Lüscher, Italo Valenti und Gianfredo Camesi.
Ab 1981 fanden Teile der Wanderausstellung, die viele Leihgaben umfasste, in der Casa Anatta als Dauerausstellung ein Zuhause; Szeemann kümmerte sich auch hier um die Präsentation und leitete in der Folge das Museum. Nach seinem Tod wurden die Exponate an die Stiftung Monte Verità verkauft. 2009 musste das sich in einem desolaten Zustand befindliche Gebäude geschlossen werden. 2017 wurde das restaurierte Museum wiedereröffnet. Die Ausstellung „Monte Verità. Le mammelle della Verità“ umfasst 975 Objekte und wurde in der originalen Form belassen, auch wenn dies nicht mehr ganz zeitgemäss ist.
Die Ausstellung La verità di una montagna (Die Wahrheit eines Berges) in vier kleinen Räumen im Kellergeschoss informiert über die Ausstellung in den restlichen Räumen.

## Casa Anatta
Als Baujahr der Casa Anatta wird meist das Jahr 1904 genannt und 1905 für die Einweihung. In neuerer Literatur wird aber erwähnt, dass wahrscheinlicher sei, dass das Gebäude erst nach den Jahren 1907/08 erbaut wurde, da es in früheren Berichten nicht erwähnt wurde und auf alten Aufnahmen im Gegensatz zum Hauptgebäude nicht zu sehen ist. Der Name des Gebäudes leitet sich vom buddhistischen Leitwort Anatta ab.

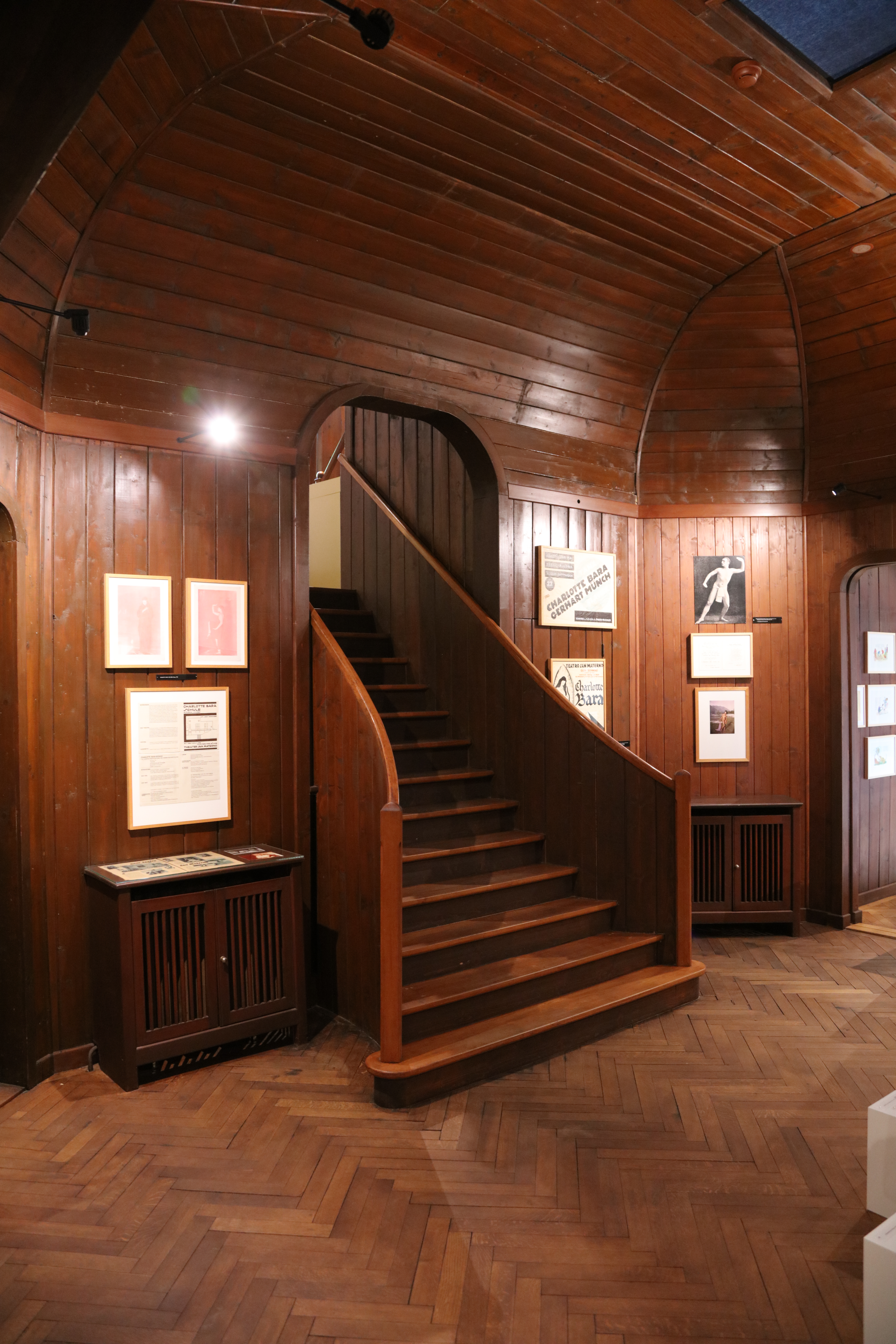
Restaurierte Holztreppe, die ins erste Obergeschoss hinunterführt

Das Holzhaus diente als Wohngebäude für Ida Hofmann und Henri Oedenkoven und als Gesellschaftshaus der vier Jahre zuvor gegründeten Kooperative auf dem Monte Verità. Der Architekt ist unbekannt, jedoch war Henri Oedenkoven sicherlich gestaltend beteiligt. Beeinflusst wurde er durch den Art nouveau und vermutlich auch durch philosophisches Gedankengut der Theosophie. Oedenkoven zog 1913 aus der Casa Anatta aus, Hofmann wohnte in der Folge in der Casa Bianca. Ab 1920 war auf dem Monte Verità ein Kinderheim untergebracht, und die Casa Anatta diente als Restaurant mit Tanz und Musik. Ab 1926 diente sie Eduard von der Heydt als Wohnung, der ab 1929 in Ascona lebte. Teile seiner Kunstsammlung waren in der Casa Anatta untergebracht. Für die Jahre vor und nach 1926 sind zwei Umbauphasen dokumentiert mit Um- und Anbauten, so einem Ausbau des zweiten Obergeschosses und Arkaden im Kellergeschoss, die später zugemauert wurden. Ab 1942 diente das Haus als Dépendance des Hotels auf dem Monte Verità, später eine einfache Gästeunterkunft. Als das Haus 1981 zum Museum wurde, musste es restauriert und wiederhergerichtet werden. Eine Küche wurde entfernt, die prunkvolle Treppe nachgebaut.
Das Gebäude hat einen kreuzförmigen Grundriss und erstreckt sich über drei Etagen. Der Eingang zum Museum befindet sich im gemauerten Kellergeschoss. Im darüberliegenden ersten Obergeschoss befanden sich die wichtigsten Räume – zusätzliches Licht kam ursprünglich von einem Atrium-artigen Oberlicht. Die darüberliegende Etage ist deutlich kleiner und umfasst erhöht noch ein kleines „Turmzimmer“. Im zweiten Obergeschoss befand sich anfangs auch der Haupteingang, der durch von der Heydt nach Süden verlegt wurde. Schon in früher Zeit verfügte das Haus über eine Zentralheizung.

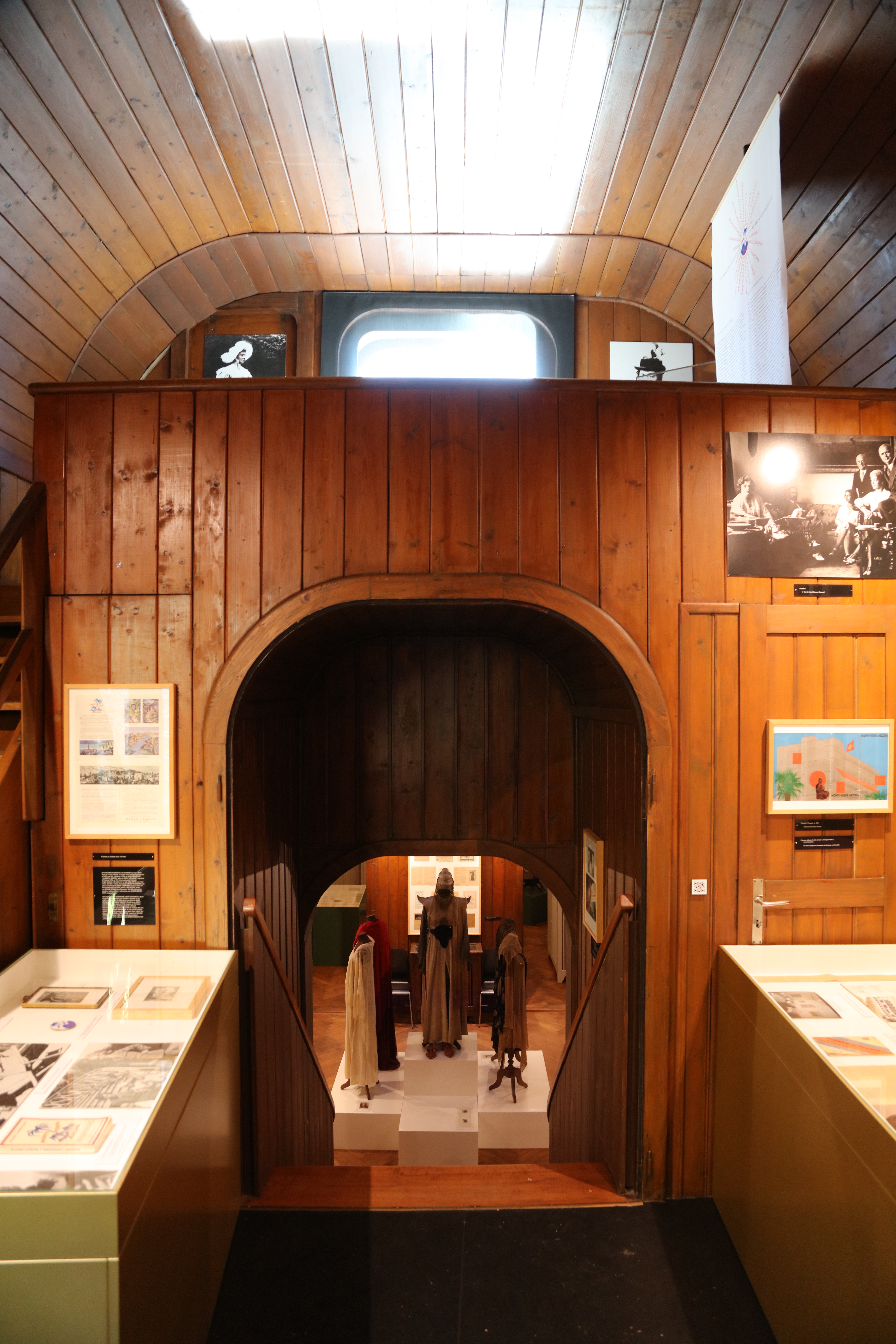
Treppenbeginn im zweiten Obergeschoss und Blick hoch ins „Turmzimmer“

Prägend für den Bau sind die Doppelwände aus Holz – aussen horizontal, unten vertikal –, hohe Räumlichkeiten sowie abgerundete Ecken und Gewölbedecken in den Räumen. Schiebetüren, grosse Fenstern sowie ein Flachdach über weiten Teilen des ersten Obergeschosses, wo Oedenkoven sich ungestört nackt aufhalten konnte, verleihen dem Haus zusätzlich eigenen Charakter.

„Das Haus […] ist historisch-künstlerisch von grossem Wert und muss als eine der ersten europäischen Bauten betrachtet werden, bei denen mit einer einfachen, linearen Struktur eine Einheit von Funktion und Form erreicht wurde.“

Der Kunsthistoriker Sigfried Giedion bezeichnete das Haus 1934 in der Schweizerischen Schreinerzeitung als das „originellste Holzhaus der Schweiz“.
Anfangs der 2010er Jahre war das Gebäude in sehr schlechtem Zustand, morsch und feucht. Ein provisorisches Dach schützte den Bau. Nach mehrjähriger Restaurierung unter der Ägide des damaligen Museumsdirektors Lorenzo Sonognini wurde die Casa Anatta im Mai 2017 wieder eröffnet. Die recht vollgestellten Ausstellungsräume stehen im Kontrast zum ursprünglich spärlich eingerichteten Haus, an dessen Wänden auch keine Bilder hingen, um nicht vom Bild der grünen Landschaft, die durch die Fenster sichtbar war, abzulenken.

## Museumsrundgang
Der Museumsrundgang (ital. Percorso museale Monte Verità) ist ein Kulturgut von nationaler Bedeutung (A-Objekt) und unter der Nummer 8634 in das Kulturgüterschutzinventar aufgenommen. Er umfasst:
- Die Casa Anatta mit den Ausstellungen über die Geschichte des Monte Verità und seiner Kolonie.
- Die Casa Selma ist eine typische, 1904 erbaute «Licht-Luft-Hütte» aus der Anfangszeit der Kolonie.
- Das Padiglione Elisarion ist ein Holzpavillon, der aus einer ehemaligen Liegehalle entstand. Darin befindet sich heute das Riesengemälde Chiaro mondo dei beati von Elisar von Kupffer (1923).
- Die Casa dei Russi wurde nach russischen Besuchern benannt und 2015 nach Renovierung wieder eröffnet.

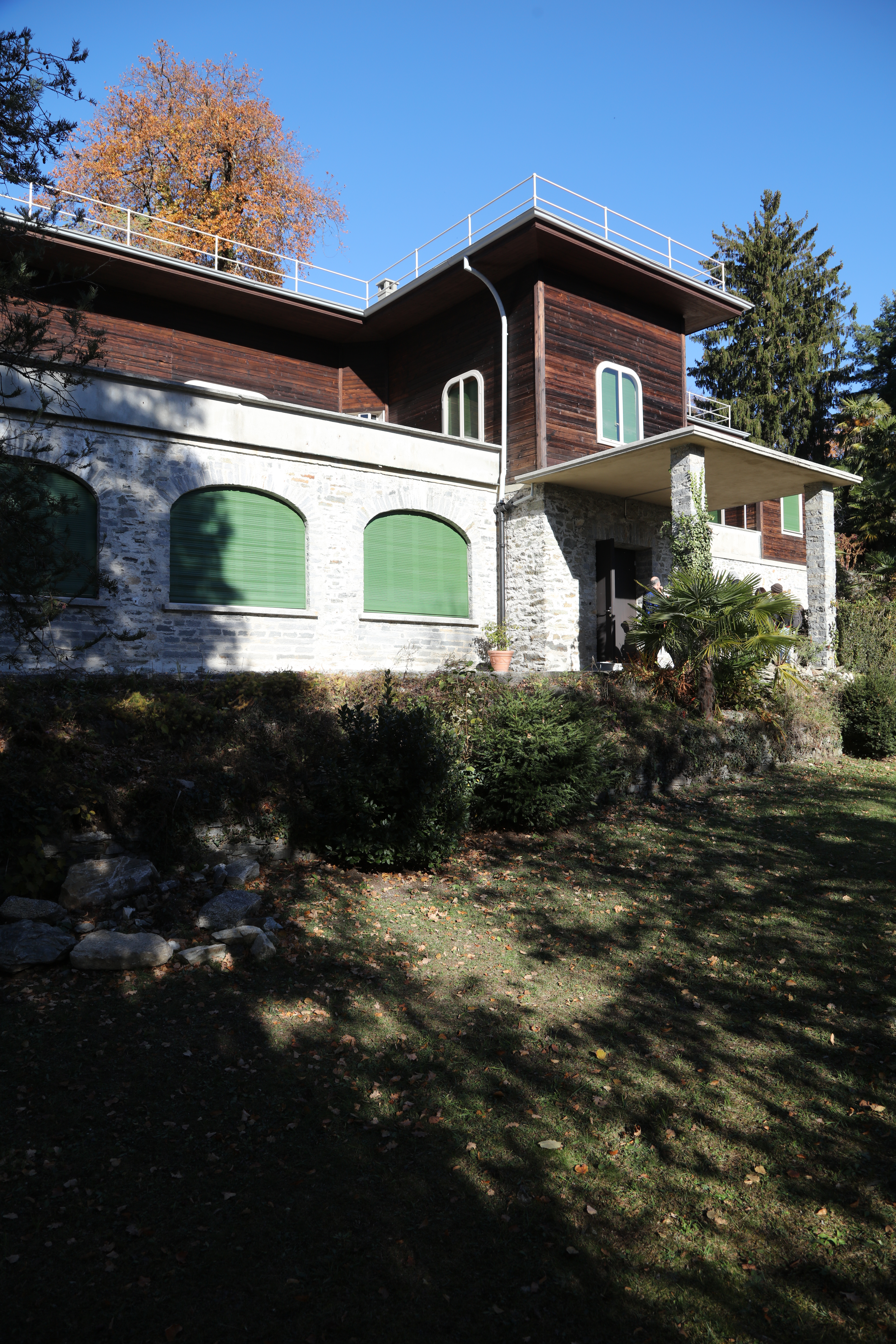
Museo Casa Anatta
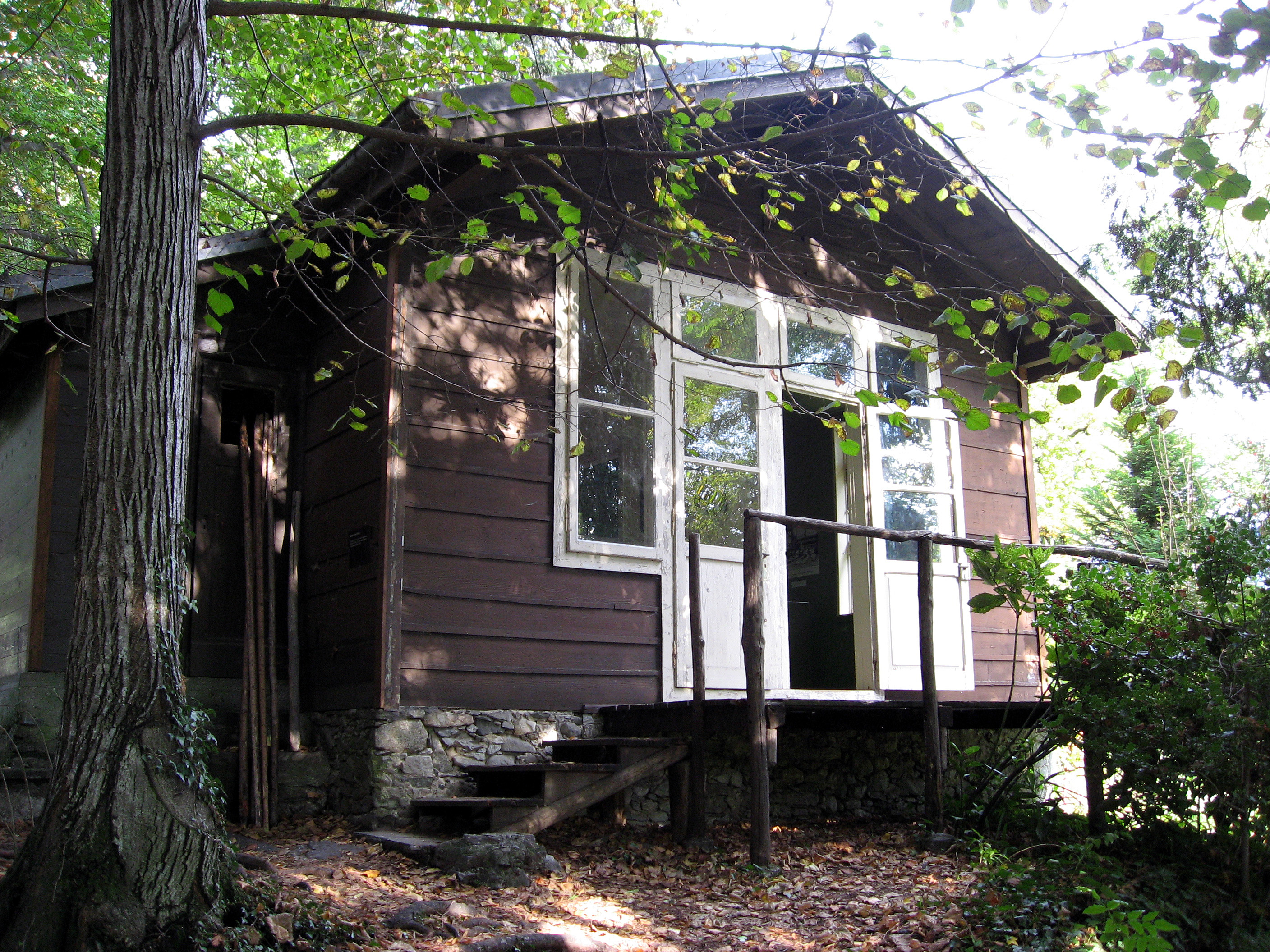
Casa Selma
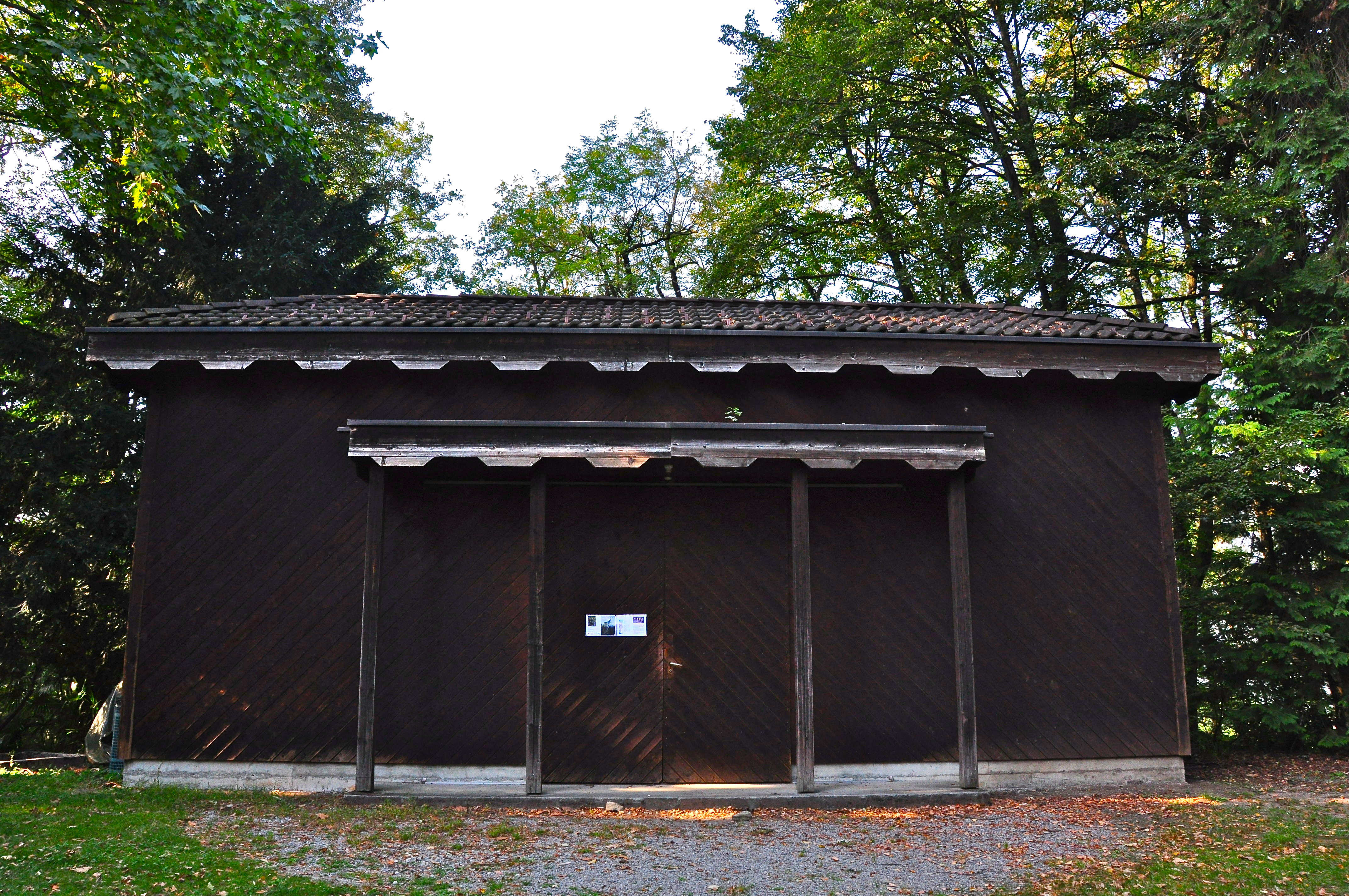
Padiglione Elisarion
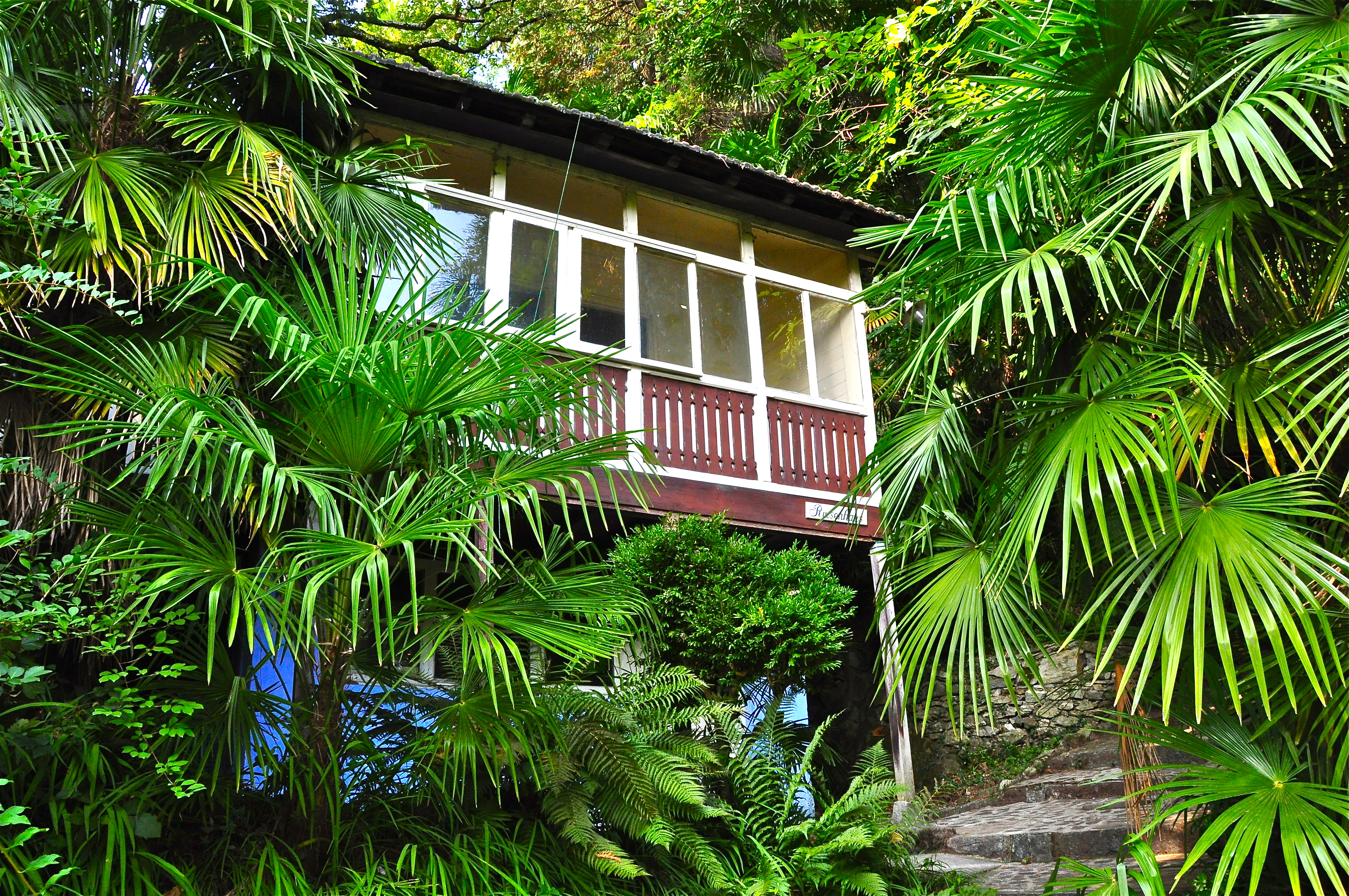
Casa dei Russi

Albergo Monte Verità
Das Hotelgebäude wurde als wichtigstes Beispiel der modernen Architektur mit weiteren Gebäuden, umgebendem Park und Kunstwerken in das Denkmalverzeichnis aufgenommen und wurde ebenfalls mit der höchsten Schutzstufe klassiert.

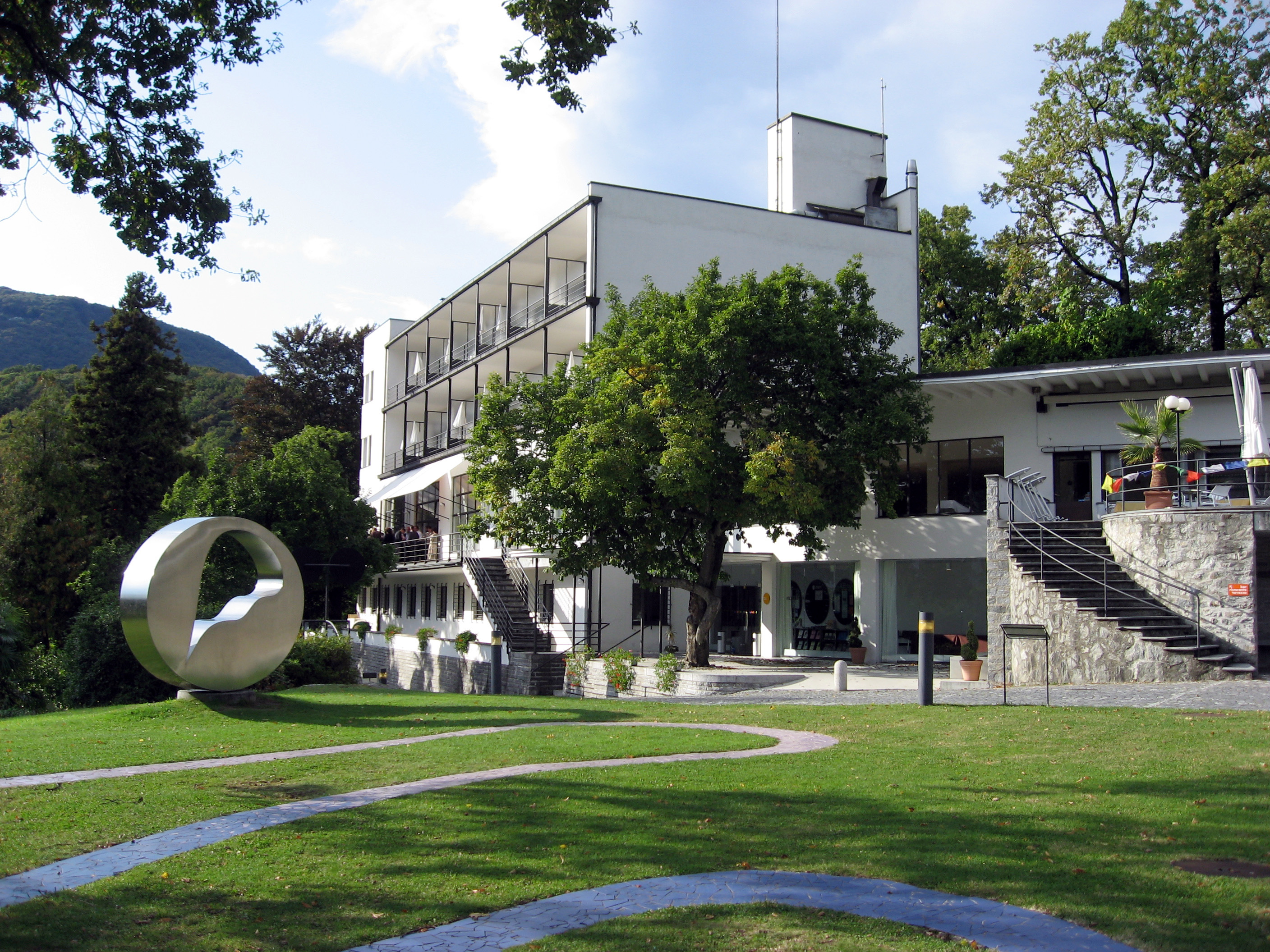
Das Hotelgebäude
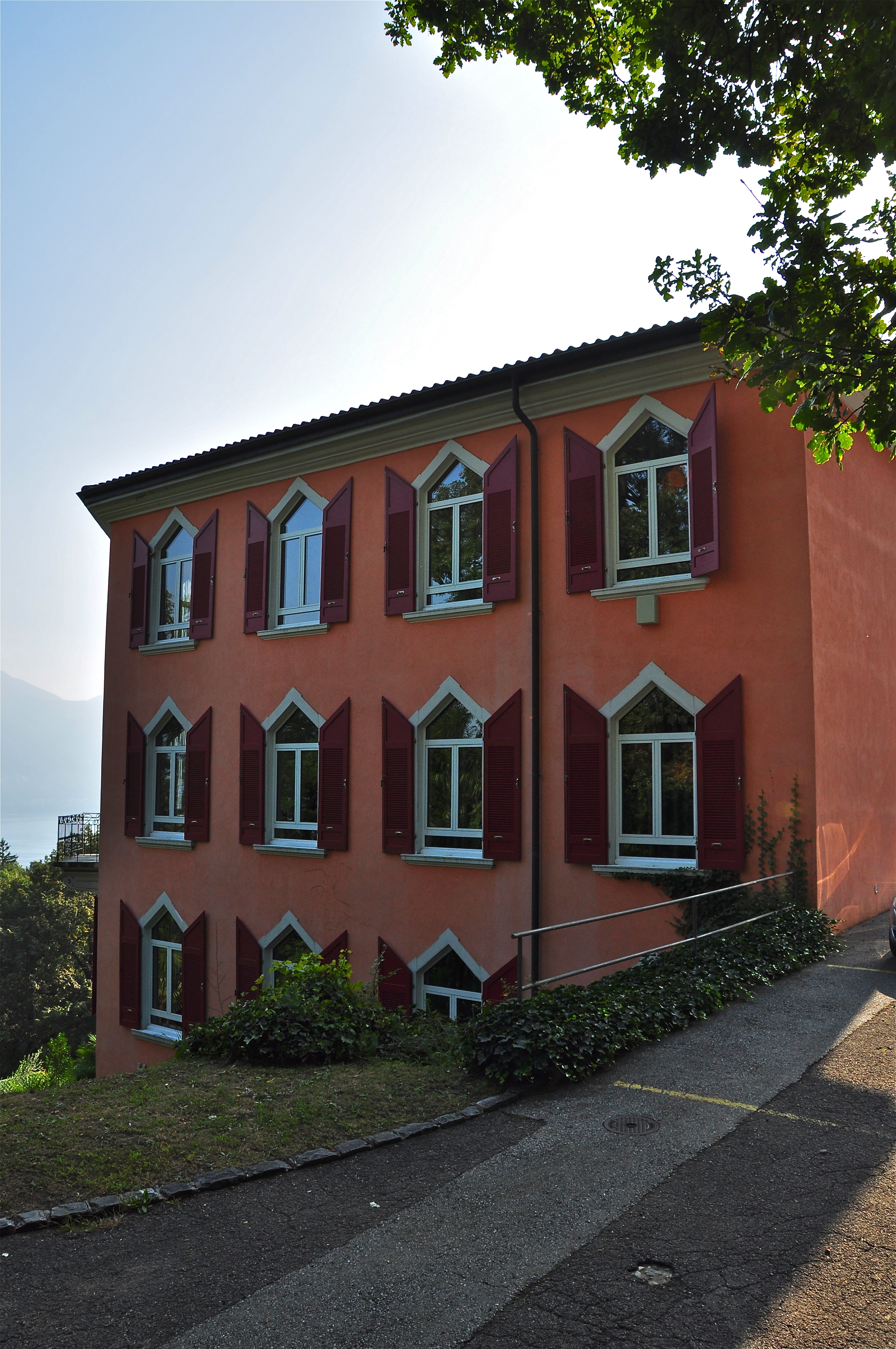
Villa Semiramis
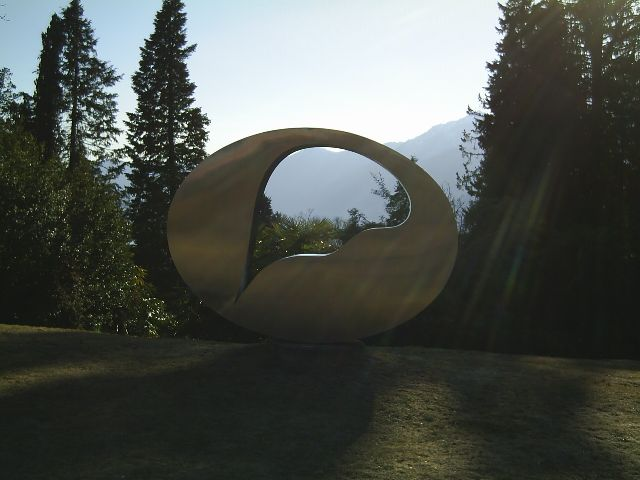
«Roue Oriflamme / Goldflammendes Rad» von Hans Arp
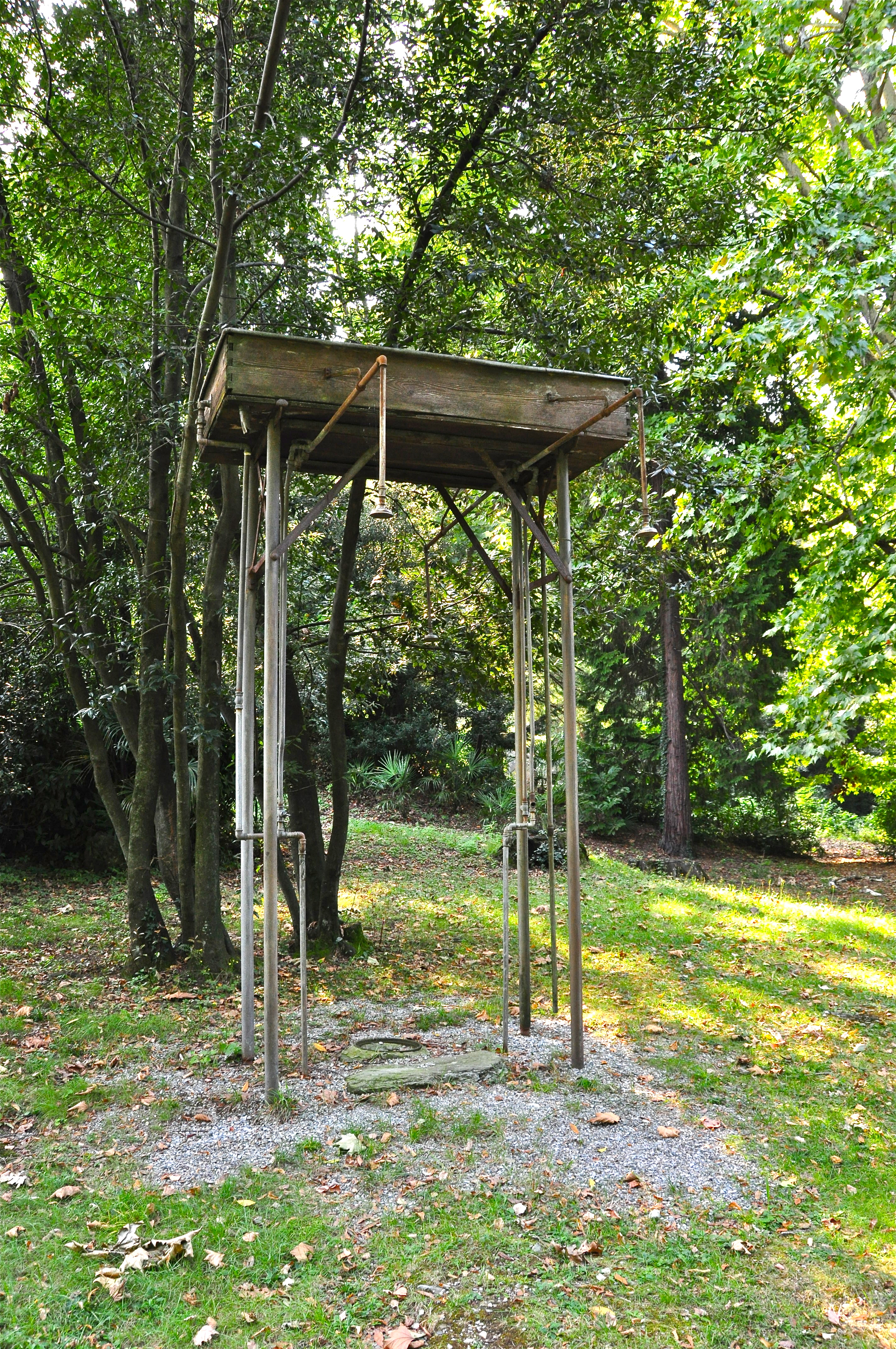
Historische Dusche im Park